# كورت إردمان
كورت إردمان (بالألمانية: Kurt Erdmann)‏ هو عالم آثار وأستاذ جامعي ألماني، ولد في 9 سبتمبر 1901 في هامبورغ في ألمانيا، وتوفي في 30 سبتمبر 1964 في برلين في ألمانيا.